# サンセット大通り (映画)

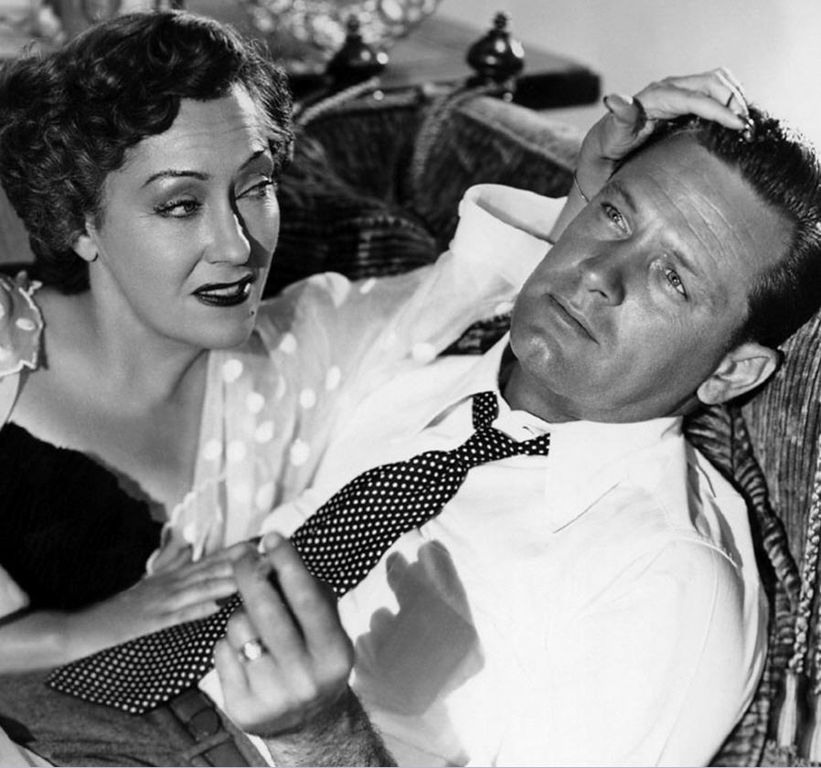
ノーマとジョー（宣伝用写真より）

『サンセット大通り』（サンセットおおどおり、原題: Sunset Boulevard  または Sunset Blvd.）は1950年のアメリカ合衆国のドラマ映画。ビリー・ワイルダー監督作品。
ロサンゼルス郊外の豪邸を舞台に、ハリウッドの光と影、サイレント映画時代の栄光を忘れられない往年の大女優の妄執と、それがもたらした悲劇を描いたフィルム・ノワールである。
公開当時から批評家たちの評価も高く、同年のアカデミー賞で11部門にノミネートされたが、対抗馬であった同じバックステージ作品である『イヴの総て』相手に苦戦し、結局3部門での受賞に留まった（『イヴの総て』は計6部門受賞）。現在ではアメリカ映画を代表する傑作と見なされており、1989年に創立されたアメリカ国立フィルム登録簿に登録された最初の映画中の1本である。

## あらすじ

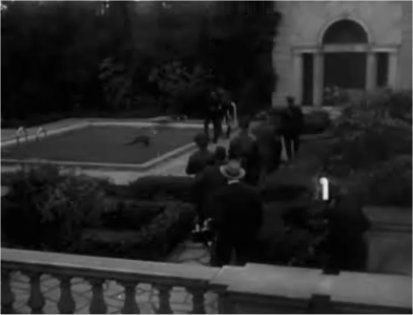
豪邸のプールに浮かぶ死体

ロサンゼルス市サンセット大通りのとある大物の住む邸宅で一人の男が殺害される事件が起きる。警察が駆けつけると、プールに死体が浮いており、背中と腹に銃弾を撃ち込まれていた。殺されたのは、B級映画の脚本を2本ほど書いたしがない脚本家である。事件の発端は半年ほど前に遡る。
ハリウッドの狭いアパートに住んでいた脚本家のジョー・ギリスは、書き上げた脚本を映画会社に採用してもらえず、貧窮のどん底に苦しんでいた。取り立て屋に追われて逃げ込んだのは幽霊屋敷のような寂れた大きな邸宅で、そこにはサイレント映画時代のスター女優であったノーマ・デズモンドが、召使のマックスと共にひっそりと暮らしていた。ジョーは銀幕への復帰を目論むノーマのために、彼女が書き上げた『サロメ』の脚本の手直しをするように要求される。ノーマはとうの昔に忘れ去られた存在だったが、マックスによってその事実を隠されていたため、今でも大スターであると思い込んでおり、いつでも一線に復帰できると考えていたのだ。うだつの上がらない生活に嫌気がさしていたジョーはノーマの要求を受け入れて住み込みで奇妙な共同生活を始める。しかし、ノーマがジョーへの愛情を露骨に示すようになったことから、ジョーは彼女から離れようとする。ノーマが自殺未遂を起こした為にジョーは屋敷へ戻って、ジゴロ同然の生活を送るようになる。

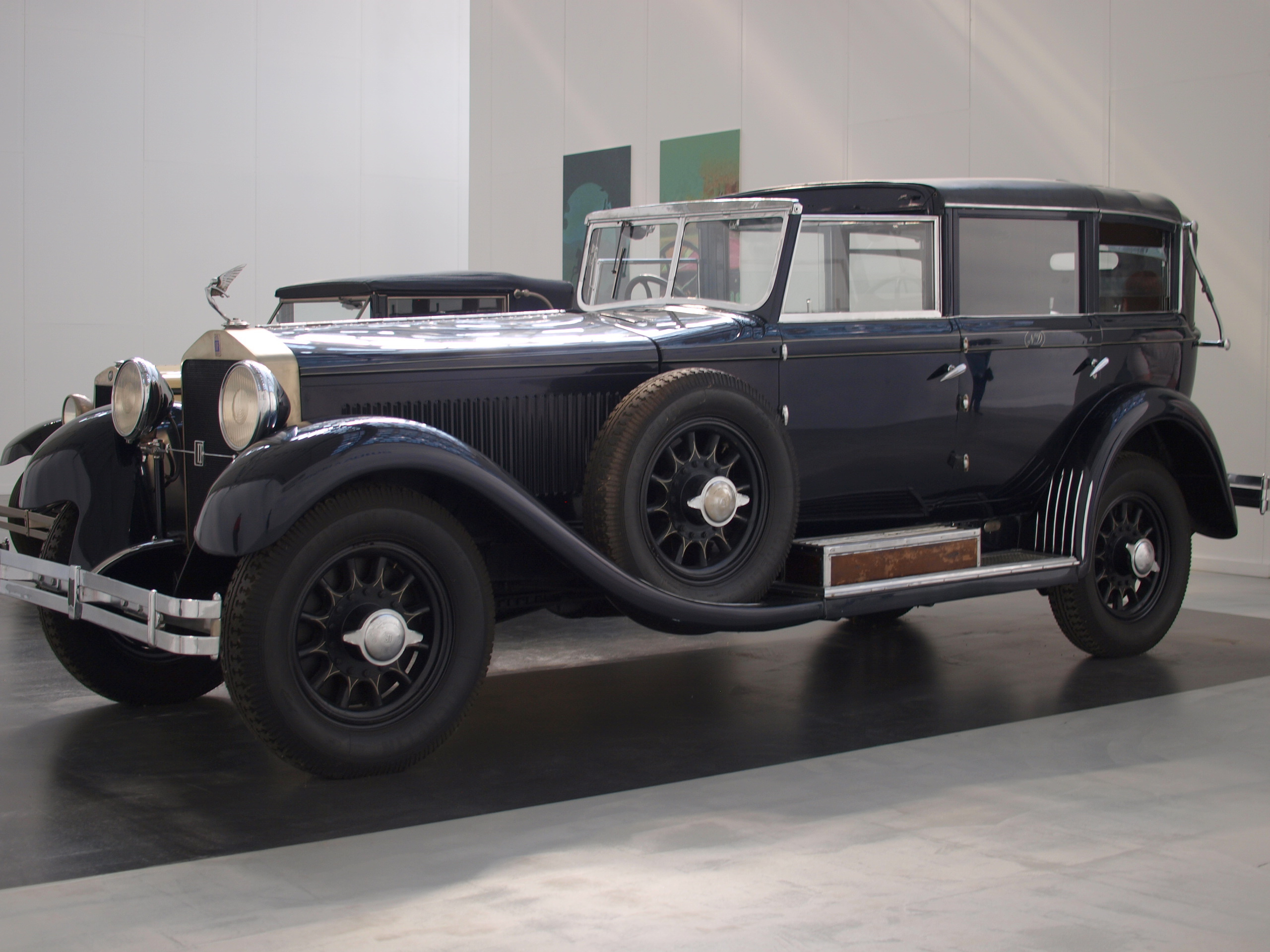
劇中ノーマが所有していたイゾッタ＝フラシキーニ

ある日、ノーマに撮影所から連絡が来る。ノーマはデミルの代理人から自分への出演オファーだと勘違いし、撮影所にセシル・B・デミル監督を訪ねる。撮影所では自分を知るスタッフや俳優達に取り巻かれて一時幸福な時を過ごす。用件はデミルからではなく、ノーマが所有する自動車イゾッタ＝フラシキーニを映画の撮影に貸して欲しいと言うものだった。ジョーは親友アーティ・グリーンの婚約者で脚本部員であるベティ・シェーファーと密かに脚本を共作する事になる。マックスはノーマをスターに育て上げた映画監督で最初の夫で自分から頼んで召使いになった事をジョーに話す。ベティはジョーを愛していると言うが、ジョーは偽りの自分に気付かなかった彼女を愚かと言う。共作している事はノーマの知るところとなる。ジョーはベティに全てを明かして別れを告げると、ノーマに観客は去ったと告げるが、マックスは肯定しない。ノーマは、荷物をまとめて屋敷を出ようとしたジョーを撃ち殺す。

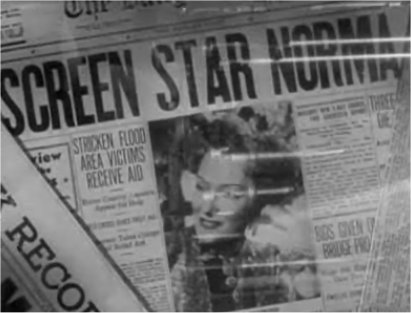
事件の一部始終を報じる新聞

現代に戻り、事件を報道するカメラマンや記者たちがノーマの屋敷に押し掛ける。ノーマはそのカメラを映画撮影用カメラと思い、マックスの指示によって衆目の中でサロメを演じながら屋敷の大階段をしずしずと降りて行く。

## 登場人物
ノーマ・デズモンド
演 - グロリア・スワンソン
主人公。サイレント期を代表する女優。サンセット大通り沿いの豪邸に住んでいる。大女優であったがゆえに過去の栄光に固執しておりハリウッドへの復帰を目論んでいる。長らく仕事が無い状態であるにもかかわらず豪邸に住んで贅沢な暮らしを送っている。 自らが主演するつもりで映画『サロメ』の脚本を何年もかけて書き、ジョーにその仕上げを依頼する。その脚本はジョーの評価では下手な文章で、6作分は十分に作れるほどの量だった（映画の脚本の量を聞いているのでどれだけ必要か知らなかった）。
ジョー・ギリス
演 - ウィリアム・ホールデン
売れない脚本家。借金取りに追われていたところ、ノーマと出会い彼女に気に入られる。本作は彼の視点で描かれており、彼が殺害されるまでとその後を彼自身のモノローグで振り返るものとなっている。
窮乏を脱するため、ノーマが正常な精神状態ではないと分かっていながら依頼を引き受けるが、半ば監禁状態となってしまい、彼女の元を逃げ出そうとしてノーマが自殺を図り、戻って彼女と同居する。
マックス
演 - エリッヒ・フォン・シュトロハイム
ノーマの召使。元映画監督でノーマの元夫である。あまり感情を表に表すことはない。ノーマが夢から覚めないように努めている。
ベティ・シェーファー
演 - ナンシー・オルソン
アーティの婚約者で若手の脚本部員。祖母の代から映画業界に関わっている。ジョーと共同で脚本を書く。
アーティ・グリーン
演 - ジャック・ウェッブ
ジョーの友人。ベティの婚約者。明るく剽軽ですぐ冗談を言う。ジョーには良い男と言われている。
シェルドレイク
演 - フレッド・クラーク
映画プロデューサー。
※以下は本人役での出演。
- セシル・B・デミル
- バスター・キートン
- H・B・ワーナー
- アンナ・Q・ニルソン
- ヘッダ・ホッパー
- ジェイ・リビングストン
- レイ・エバンズ

## キャスト
| 役名                   | 俳優                             | 日本語吹き替え      | 日本語吹き替え | 日本語吹き替え                                             | 日本語吹き替え                                                                        |
| 役名                   | 俳優                             | 東京12ch版          | TBS版          | 日本テレビ版                                               | PDDVD版                                                                               |
| ---------------------- | -------------------------------- | ------------------- | -------------- | ---------------------------------------------------------- | ------------------------------------------------------------------------------------- |
| ジョー・ギリス         | ウィリアム・ホールデン           | 臼井正明            | 仲村秀生       | 磯部勉                                                     | 御園行洋                                                                              |
| ノーマ・デズモンド     | グロリア・スワンソン             | 七尾伶子            |                | 新橋耐子                                                   | 宗形智子                                                                              |
| マックス               | エリッヒ・フォン・シュトロハイム | 吉沢久嘉            |                | 坂口芳貞                                                   | 木澤智之                                                                              |
| ベティ・シェーファー   | ナンシー・オルソン               | 沢田敏子            |                | 土井美加                                                   | 羽吹梨里                                                                              |
| シェルドレイク         | フレッド・クラーク               |                     |                |                                                            |                                                                                       |
| モリノー               | ロイド・ゴウ                     |                     |                |                                                            |                                                                                       |
| アーティ・グリーン     | ジャック・ウェッブ               | 飯塚昭三            |                | 牛山茂                                                     |                                                                                       |
| 葬儀屋                 | フランクリン・ファーナム         |                     |                |                                                            |                                                                                       |
| 金融業者               | ラリー・J・ブレイク              |                     |                |                                                            |                                                                                       |
| 金融業者               | チャールズ・デイトン             |                     |                |                                                            |                                                                                       |
| セシル・B・デミル      | セシル・B・デミル                | 寄山弘              |                | 村越伊知郎                                                 | 柴田秀勝                                                                              |
| ヘッダ・ホッパー       | ヘッダ・ホッパー                 | 京千英子            |                |                                                            |                                                                                       |
| バスター・キートン     |                                  |                     |                |                                                            |                                                                                       |
| アンナ・Ｑ・ニルソン   |                                  |                     |                |                                                            |                                                                                       |
| H・B・ワーナー         |                                  |                     |                |                                                            |                                                                                       |
| レイ・エバンズ         |                                  |                     |                |                                                            |                                                                                       |
| ジェイ・リビングストン |                                  |                     |                |                                                            |                                                                                       |
| ジョーンジー           | ロバート・オコナー               | 館敬介              |                |                                                            |                                                                                       |
| コニー                 | ジェリー・ガンザー               | 渡辺典子            |                |                                                            |                                                                                       |
| ホーガイ               | ジョン・スキン・ミラー           | 田村錦人            |                |                                                            | 興津和幸                                                                              |
| 不明 その他            | N/A                              | 寺島幹夫 八奈見乗児 |                | 北村弘一 池田勝 峰恵研 小島敏彦 千田光男 塚田正昭 高宮俊介 | 青木強 勝沼紀義 高橋伸也 小林美奈 岡哲也 平林正 田中祐太 山田貴久 箱田好子 宮木佳代子 |
|                        |                                  |                     |                |                                                            |                                                                                       |
| 演出                   | 演出                             | 小林守夫            |                | 蕨南勝之                                                   | 宮崎誠二                                                                              |
| 翻訳                   | 翻訳                             | 九鮎子              |                | 九鮎子                                                     | 徳植雅子                                                                              |
| 調整                   | 調整                             |                     |                | 西村善雄                                                   | 遠西勝三                                                                              |
| 効果                   | 効果                             |                     |                | リレーション                                               | 赤澤勇二                                                                              |
| 制作                   | 制作                             | 東北新社            |                | 東北新社                                                   | ミックエンターテイメント                                                              |

- 東京12ch版：初回放送1970年11月5日『木曜洋画劇場』21:00-22:56
  - 再放送時の短縮音源が、パラマウントから発売のDVD・BDに収録。
- TBS版：初回放送1975年
- 日本テレビ版：初回放送1986年8月16日『水野晴郎 懐かしの洋画劇場』

## 製作
監督のビリー・ワイルダーとコンビを組んできた脚本家のチャールズ・ブラケットは、サイレント時代の大女優を主人公にしたコメディを構想、ワイルダーと共に脚本を執筆したが、ハリウッドの内幕を描いたものであったため物語の内容は秘密にし、『豆の缶詰』という見せかけのタイトルで企画を進めていた。そこにタイム・ライフ誌の記者であるD・M・マーシュマン・ジュニアが提案した若い脚本家とのエピソードを取り入れて、脚本を書き上げた。
ノーマ邸は、石油王J・ポール・ゲティの前妻が所有する豪邸で撮影された。

### 主演のオファー
本作の主演である、サイレント時代の大女優ノーマ・デズモンド役については、「世間から忘れられたという事実を受け入れられず、およそ実現不可能だと思われるカムバックを夢見るスター気取りの中年女優」という役柄が忌避されてか、主演の女優選びは非常に難航した。
ワイルダーは最初に引退していたグレタ・ガルボにオファーをしたが、彼女は復帰にさして興味を示さなかった。次にメイ・ウエストを指名するが、「サイレント映画時代の大女優の役をするには自分は若すぎる」と断った。続いてメアリー・ピックフォードとポーラ・ネグリにもオファーするも、二人ともストーリーラインや役柄を嫌がり辞退。最後に伝説的なサイレント映画時代の大女優グロリア・スワンソンを、ワイルダー自身が説得することで何とか撮影にこぎつけることができた。当初スワンソンはあまりに大物過ぎて、ワイルダーたちも彼女がオファーに応じるとは思っていなかったという。
DVDの特典映像「メイキング・オブ・サンセット通り」でのスタッフや関係者の話によると、メイ・ウエストは脚本の書き直しを要求し、ポーラ・ネグリはポーランド訛りがひどく、メアリー・ピックフォードには断られたと回想している。
一方、売れない脚本家ジョー・ギリス役については、モンゴメリー・クリフトで決まっていたのだが、撮影開始の2週間前に、クリフトが「年の離れた女性と愛し合う役はできない」と言って役を断った。またエージェントから断りが入ったためと述べている。ワイルダーはフレッド・マクマレイとジーン・ケリーにもオファーしたが、前者は役を嫌って断っており、後者はMGM所属のため出演させることができなかった（この作品はパラマウントの製作）。そこでスタジオの所属俳優の中からまだ無名だったウィリアム・ホールデンが抜擢された。
ベティ役にはベテランの鬼気に迫る女性であるノーマとの対照を際立たせるために新進女優を起用したいというワイルダーの意向で、『サムソンとデリラ』のデリラ役への起用が一時検討されていたナンシー・オルソンに白羽の矢が立った。オルソンは契約女優であったが、新学期が始まり大学に戻っていた時にオファーの電話があったという。

### 出演者とその設定
この作品ではハリウッドの監督、名優達が彼ら自身を連想させる役柄を演じており、そのことが映画にリアリティーを与えている。
ノーマ・デズモンド役のグロリア・スワンソンは、ともに今は落ちぶれた、サイレント時代の大女優である。また、ノーマに忠実に仕える召使で、かつて映画監督だったという設定のマックス役を演じたエリッヒ・フォン・シュトロハイムも、1920年代を代表する映画監督であり、劇中でマックスが上映するノーマ主演の映画は、シュトロハイムが監督、スワンソンが主演した『クィーン・ケリー』である（この作品は完璧主義者のシュトロハイムが演出にこだわりすぎたせいでスワンソンと衝突、撮影中止になり、幻の作品となった）。ちなみにこの作品を上映しようというアイデアはシュトロハイム本人から出たものであった。デズモンド宛のファンレターを書いていたのもマックスだった、というエピソードを考えたのもシュトロハイムである。

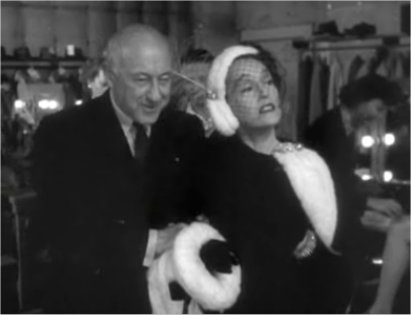
スタジオでノーマを見送るセシル・B・デミル。背景のセットは『サムソンとデリラ』のもの

ノーマに復帰作品の監督をするようにせがまれて困惑する映画監督セシル・B・デミルを本人が演じている。映画中に登場する『サムソンとデリラ』のセットは実際に撮影に使われたものである。現実世界でもデミルはスワンソン主演の映画を何本も撮った名監督であった。
ノーマ邸でトランプゲームに興じる嘗ての大物俳優達（ジョー曰く「蝋人形たち」）を演じるのは、喜劇王バスター・キートン、H・B・ワーナー、アンナ・Q・ニルソンといった、いずれもサイレント映画時代のスター達である。ちなみにキートンのギャラは1000ドルで、ワーナーは1250ドル、ニルソンは二人よりもはるかに安い250ドルで出演している。

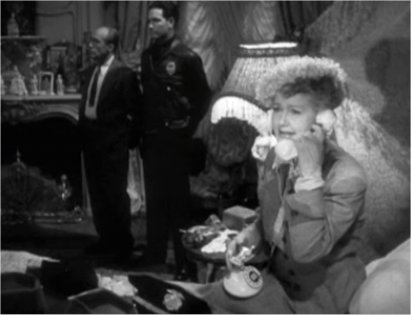
「サンセット大通り」に出演したヘッダ・ホッパー。事件の一部始終を何処かに伝えている役柄だった

他にも女流ゴシップライターで女優のヘッダ・ホッパーがラストシーンで、作曲家のジェイ・リビングストンと作詞家のレイ・エバンズが飲み屋のシーンで、それぞれ本人役で出演している。

## オープニング
オープニングはプールに死体が浮き警察とマスコミが駆けつけるシーンからスタートしているが、当時の試写会の時は遺体安置所のシーンから始まるもので、2種類のオープニングが存在していた。遺体安置所の方は、DVDの特典映像でスクリプトを見ることが可能で、1948年12月21日版では無音であるが霊柩車が街を走っているシーンが収録されている。1949年3月19日のオープニング改訂版では映像は収録されていないものの、その一部の写真をDVDの「メイキング・オブ・サンセット大通り」で見ることが出来る。尚両バージョンのスクリプトは英語で収められている。

## 作品の評価

### ランキング
- 「映画史上最高の作品ベストテン」（英国映画協会『Sight&Sound』誌発表）※10年毎に選出
  - 1992年：「映画批評家が選ぶベストテン」第91位
  - 2012年：「映画批評家が選ぶベストテン」第63位
  - 2012年：「映画監督が選ぶベストテン」第67位
- 「AFIアメリカ映画100年シリーズ」
  - 1998年：「アメリカ映画ベスト100」第12位
  - 2005年：「アメリカ映画の名セリフベスト100」
    - 第7位（ノーマの「All right, Mr. DeMille, I'm ready for my close-up.」に対して）
    - 第24位（ノーマの「I am big! It's the pictures that got small.」に対して）

  - 2007年：「アメリカ映画ベスト100（10周年エディション）」第16位
- 2000年：「20世紀の映画リスト」（米『ヴィレッジ・ヴォイス』紙発表）第45位
- 2008年：「歴代最高の映画ランキング500」（英『エンパイア』誌発表）第63位

以下は日本でのランキング
- 1951年：第27回「キネマ旬報ベストテン・外国映画」（キネマ旬報発表）第2位[7]
- 1989年：「大アンケートによる洋画ベスト150」（文藝春秋発表）第73位
- 1999年：「映画人が選ぶオールタイムベスト100・外国映画編（キネマ旬報創刊80周年記念）」（キネマ旬報発表）第94位
- 2009年：「映画人が選ぶオールタイムベスト100・外国映画編（キネ旬創刊90周年記念）」（キネ旬発表）第33位

### 受賞歴

#### アカデミー賞
受賞
- 美術監督・装置賞 白黒部門
- 脚本賞（チャールズ・ブラケット、ビリー・ワイルダー、D・M・マーシュマン・Jr）
- 作曲賞 ドラマ・コメディ部門（フランツ・ワックスマン）

ノミネート
- 作品賞
- 監督賞（ビリー・ワイルダー）
- 主演男優賞（ウィリアム・ホールデン）
- 助演男優賞（エリッヒ・フォン・シュトロハイム）
- 主演女優賞（グロリア・スワンソン）
- 助演女優賞（ナンシー・オルソン）
- 撮影賞白黒部門（ジョン・サイツ）
- 編集賞 （アーサー・P・シュミット）

#### ゴールデングローブ賞
受賞
- 作品賞 ドラマ部門
- 主演女優賞 ドラマ部門（グロリア・スワンソン）
- 監督賞（ビリー・ワイルダー）
- 作曲賞（フランツ・ワックスマン）

ノミネート
- 脚本賞（チャールズ・ブラケット）
- 撮影賞 白黒部門
- 助演男優賞（エリッヒ・フォン・シュトロハイム）

#### ナショナル・ボード・オブ・レビュー賞
受賞
- 作品賞
- 女優賞（グロリア・スワンソン）

## トリビア
- 1990年に製作されたデヴィッド・リンチ監督のテレビシリーズ『ツイン・ピークス』でデヴィッド・リンチが演じるFBI地方捜査主任ゴードン・コールの役名は、ノーマへ自動車を貸して欲しいと連絡を取ってくる役名ゴードン・コールより抜粋した。
- 2001年に制作されたデヴィッド・リンチ監督作品『マルホランド・ドライブ』はこの映画を下敷きにしているといわれている。パラマウント映画の門が映されるシーンにはイゾッタ＝フラシキーニが登場する。ハリウッドの道路 マルホランド・ドライブを下っていくと、サンセット大通りに出る。
- 手塚治虫の『ブラック・ジャック』には本作にインスパイアされた「あるスターの死」というエピソードがある。「忘れられた大女優マリリン・スワンソン」も登場する。
- 松本清張の小説『幻華』は、この映画を観た印象に基づき、銀座のバーのママに主人公を置き換えて書かれている。
- 大林宣彦監督のテレビ映画『麗猫伝説』（1983年）は、怪奇映画風にアレンジされているものの、このストーリーと人物配置をかなり忠実に再現している。ヒロインは、サイレント期の大女優・入江たか子と、その娘・入江若葉が二人一役で演じた。脚本家は柄本明、元大監督の執事は大泉滉が演じている。
- テレビドラマ「刑事コロンボ」のエピソード『忘れられたスター』 Forgotten Lady (1975年) は、ジャネット・リーが演じる、脳腫瘍で余命いくばくもない往年のミュージカル女優が、非現実的なカムバックを計画し、それを止めようとする富豪の夫を殺害するという、本作へのオマージュ的なプロットになっている。

## ミュージカル
1993年にアンドリュー・ロイド=ウェバーにより同作品をミュージカル化しロンドンで初演。1995年にはブロードウェイでも上演され、第49回トニー賞では、最優秀ミュージカル作品賞、最優秀ミュージカル主演女優賞ほか7部門を受賞した。

### 日本での上演記録
2012年（日本初演）
* 修辞・訳詞は中島淳彦、演出は鈴木裕美が担当。赤坂ACTシアターとシアターBRAVA!にて上演。
* ノーマ・デズモンド役を演じた安蘭けいは、この作品の演技により第38回菊田一夫演劇賞・演劇賞を受賞。
2015年
* 初演と同じく、鈴木が演出担当。赤坂ACTシアターで上演。
* ノーマ役とジョー役がダブルキャストで上演。
2020年
* 2020年3月14日 - 29、東京国際フォーラム ホールCで上演。
* 演出は鈴木裕美。
|                      | 2012年     | 2015年              | 2020年              |
| -------------------- | ---------- | ------------------- | ------------------- |
| ノーマ・デズモンド   | 安蘭けい   | 安蘭けい 濱田めぐみ | 安蘭けい 濱田めぐみ |
| ジョー・ギリス       | 田代万里生 | 平方元基 柿澤勇人   | 松下優也 平方元基   |
| マックス             | 鈴木綜馬   | 鈴木綜馬            | 山路和弘            |
| ベティ・シェーファー | 彩吹真央   | 夢咲ねね            | 平野綾              |
| セシル・B・デミル    | 浜畑賢吉   | 浜畑賢吉            | 浜畑賢吉            |
| シェルドレイク       | 戸井勝海   | 戸井勝海            | 戸井勝海            |
| アーティー           | 矢崎広     | 水田航生            | 太田基裕            |

1. 1 2 3  ダブルキャスト